# Wojna chłopska w Luksemburgu
Wojna chłopska w Luksemburgu (Klöppelkrieg, Klëppelkrich) − konflikt narodowowyzwoleńczy z 1798 roku, toczony przez mieszkańców zachodniego regionu Eifel przeciwko Francuzom, którzy nakładali na ludność wysokie podatki, zmuszali chłopów do wstępowania do armii francuskiej oraz zamykali kościoły. 
Przeciwnikiem Francuzów byli chłopi nieposiadający doświadczenia militarnego ani odpowiedniej broni, których zwano Klöppelkrieger (ceglarzami bądź pałkarzami). Ludzie ci dysponowali własnoręcznie wykonanymi flintami, widłami, stępionymi kosami czy drewnianymi pałkami. Słowo klöppel pochodzi od frankońskiego słowa Klëppel (pałka). 
29 października dwutysięczna armia powstańcza zamierzała zablokować Francuzom marsz na miasto Luksemburg. Plan ten upadł jednak w okolicy Hosingen, gdzie powstańcy mieli dostrzec wyłaniające się o zmierzchu oddziały przeciwnika. W rzeczywistości grupą tą okazał się oddział żandarmów, których ruchliwość przypominała pochód całej armii.  
Po odkomenderowaniu 110 francuskich żołnierzy do Arzfeld, w rejonie tym zebrało się około 500 powstańców, którzy zamierzali zaatakować Francuzów. 30 października w okolicy Arzfeld doszło do bitwy, w wyniku której śmierć poniosło 7 francuskich żołnierzy i 33 powstańców. 32 kolejnych dostało się do niewoli francuskiej. Większość z nich została stracona w roku 1799 w mieście Luksemburg. 
Dzisiaj w okolicy kościoła w Arzfeld znajduje się pomnik, postawiony tutaj w roku 1908 dla uczczenia powstania. Podobny monument znajduje się w wioskach Dahnen oraz Daleiden, gdzie ofiarą Francuzów padła większość chłopów. Pomniki poświęcone powstańcom postawiono także w Clerf oraz Luksemburgu. 
Powstanie wybuchło także w innych prowincjach niderlandzkich (Flandria, Brabancja), a liczba ofiar w tych rejonach liczona była w tysiącach (tzw. Boerenkrijg). 